# Écurie-filière
Une écurie-filière ou équipe-filière est utilisée en sports mécaniques pour désigner une équipe dont le but est d'encadrer les meilleurs jeunes pilotes de compétition automobile. Souvent affiliées à une équipe d'usine, elles peuvent être gérées par le même constructeur via leur département compétition ou de façon autonome.

## Exemples d'équipes filières
On peut citer en sports mécaniques : 
- Red Bull Junior Team pour Red Bull Racing et la Scuderia AlphaTauri
- Alpine Academy pour Alpine F1 Team
- Ferrari Driver Academy pour la Scuderia Ferrari